# آشر إيدلمان
آشر إيدلمان (بالإنجليزية: Asher Edelman) هو خبير مالي أمريكي، ولد في 26 نوفمبر 1939 في نيويورك في الولايات المتحدة.